# Véronique de la Cruz
 (décembre 2022).
Véronique de la Cruz, née le 16 avril 1974 à Saint-François en Guadeloupe, est une reine de beauté française.
Elle fut sacrée Miss Guadeloupe 1992, puis Miss France 1993 devenant la 63e Miss France. Elle est la première Miss Guadeloupe élue Miss France. Elle est également la 6e dauphine de Miss Monde 1993.

## Biographie

### Enfance et études
Véronique de la Cruz a grandi en bordure de mer, dans la commune de Saint-François, en Guadeloupe. Elle a des origines guadeloupéennes et dominicaines. Elle obtient son bac à l'âge de dix-sept ans, et entame des études supérieures.[réf. souhaitée]

### Miss Guadeloupe
Elle se présente à l'élection de Miss Guadeloupe en août 1992 et remporte le titre, succédant ainsi à Sylvana Garnier.

## Miss France 1993

### Élection
Le 27 décembre 1992, l'élection de Miss France 1993 se déroule au CNIT de Paris-la Défense. Elle est diffusée en direct sur France 3 et présentée par Julien Lepers. 43 Miss régionales sont candidates au titre de Miss France. Véronique de La Cruz, Miss Guadeloupe est élue Miss France 1993, à 18 ans, succédant ainsi à Linda Hardy, Miss France 1992. Elle est la première Miss Guadeloupe élue Miss France.
Ses dauphines sont :
- 1re dauphine : Miss Corse, Marie-Ange Contart ;
- 2e dauphine : Miss Limousin, Cécilia Perrier ;
- 3e dauphine : Miss Camargue, Rouja Chanon ;
- 4e dauphine : Miss Littoral-Sud, Sandra Praduroux.

À la suite de son élection, Véronique de la Cruz vivra une année de représentations publiques dans le rôle conventionnel d'«ambassadrice de la beauté de la gent féminine française», aux côtés de Geneviève de Fontenay.

### Concours Miss Univers et Miss Monde 1993
Véronique de la Cruz a représenté la France lors du 42e concours de Miss Univers, qui s'est tenu à Mexico, le 21 mai 1993.
Six mois plus tard, le 27 novembre 1993, Véronique de la Cruz représente à nouveau la France lors de la 43e élection de Miss Monde, à Sun City, en  Afrique du Sud.
Si elle n'avait pas pu se placer parmi les finalistes lors du concours international précédent, cette fois-ci, parmi les 81 concurrentes, Véronique de la Cruz est élue 6e dauphine, après Miss Jamaïque, Lisa Hanna, couronnée Miss Monde 1993.

### Parcours de Miss
- 1992 : Miss Guadeloupe 1992
- 1993 : Miss France 1993
- 1993 : concurrente au titre de Miss Univers 1993
- 1993 : 6e dauphine de Miss Monde 1993

Le 28 décembre 1993, elle transmet sa couronne de Miss France à Valérie Claisse, Miss Pays de Loire élue Miss France 1994.

## L'après-Miss France

### Études et activités professionnelles
Depuis son titre de Miss France, Véronique de la Cruz a gardé le contact avec le comité Miss France. Pour l'élection de Miss France 2010, elle conçoit et dessine un maillot de bain bleu une-pièce pour les 37 miss en compétition.
Le 19 décembre 2020, elle est présente lors de l'élection de Miss France 2021, composé d'anciennes Miss France et présidé par Iris Mittenaere, Miss France et Miss Univers 2016. L'élection se déroule au Puy du Fou et est retransmise en direct sur TF1.

### Vie privée
Véronique de la Cruz est mère de deux enfants.